# Rideback
Rideback (jap. ライドバック, Raidobakku) ist eine Manga-Reihe, die von Tetsurō Kasahara geschrieben wurde. Sie wurde von März 2003 bis Januar 2009 innerhalb des monatlich erschienen Magazins Ikki veröffentlicht. Ausgehend von Japan im Jahr 2020 wird die Studentin Rin Ogata verfolgt, die einer Mischung aus Motorrad und Roboter, einem Rideback, begegnet, den Umgang mit diesem Gefährt erlernt und wegen des Fahrzeugs in ein Komplott der Regierung verwickelt wird.
Im Jahr 2009 wurde die Reihe durch eine gleichnamige Anime-Fernsehserie adaptiert, die von Madhouse animiert wurde.

## Handlung
Die Studentin Rin Ogata (尾形 琳, Ogata Rin) erbte das Talent ihrer Mutter und wird wie sie bereits in jungen Jahren zu einer begnadeten Balletttänzerin. Drei Jahre vor Beginn der aktuellen Ereignisse brach sie sich jedoch ihren linken Fuß während einer Aufführung. Seitdem hörte sie auf zu Tanzen und begann sich während ihres Studiums an der Kunst- und Literaturhochschule Musashino (武蔵野文芸大学, Musashino bungei daigaku; vgl. Kunsthochschule Musashino) für Schauspielerei zu interessieren. Dabei stößt sie auf einen Club der Universität dessen Mechaniker und Fahrer mit den so genannten Ridebacks an Rennen in einer Meisterschaft teilnehmen. Von Haruki Hishida (菱田 春樹, Hishida Haruki) zu einer Testfahrt überredet, steigt sie auf den Fuego (spanisch für Feuer) getauften Rideback auf und begeistert nach einer eigentlich außer Kontrolle geratenen Fahrt die Clubmitglieder mit einem sensationellen Sprung. Von der Atmosphäre begeistert fährt Rin öfter mit Fuego und wird später von Tamayo Kataoka (片岡 珠代, Kataoka Tamayo), der amtierenden Meisterin und Fahrerin des Clubs, zu einem Duell herausgefordert. Dieses kann jedoch keine der beiden Fahrerinnen für sich entscheiden, da beide während des Rennens aufgrund eines Unfalls ausscheiden.
Währenddessen machen immer wieder Gerüchte die Runde, dass Terroristen bewaffnete Ridebacks nutzen würden, um Anschläge zu verüben. Gleichzeitig soll aber auch die Polizei Japans auf eine neue Generation von Ridebacks setzen um den Terroristen nicht unterlegen sein. Diese Einführung ist jedoch sehr umstritten. Als Rins beste Freundin und Mitbewohnerin Shōko Uemura (上村 しょう子, Uemura Shōko) jedoch in einen dieser Anschläge verwickelt und als Geisel genommen wird, versucht Rin sie zu befreien. Dies gelingt ihr auch, allerdings macht sie dadurch sowohl die Terroristen als auch das Militär auf sich und Fuego aufmerksam.

## Entstehung und Veröffentlichungen
Die Manga-Reihe wurde von dem japanischen Autor und Künstler Tetsurō Kasahara geschrieben und gezeichnet. Seit dem März 2003 wurde sie innerhalb des Magazins Ikki, das von Shōgakukan herausgegeben wird, veröffentlicht. Die Kapitel wurden zu zehn Tankōbon-Ausgaben zusammengefasst, die unter dem Label Ikki Comics seit 28. Mai 2008 erschienen.

## Anime
Die auf zwölf Folgen angesetzte Anime-Fernsehserie wurde von dem bekannten Studio Madhouse animiert. Regie führte Atsushi Takahashi, während Satoshi Tazaki das Character-Design übernahm und Takafumi Wada die Musik komponierte und arrangierte. Für das Screenplay und die Komposition war Hideo Takayashiki verantwortlich.
Erstmals wurde die Serie seit dem 11. Januar 2009 auf den Sendern Chiba TV und TV Saitama übertragen. Einige Tage später begannen auch die Sender AT-X, KBS Kyōto, Sun TV, Tokyo MX und TV Kanagawa mit der Ausstrahlung der Serie. Nach Ende der Erstausstrahlung am 29. März 2009 wurde die Serie beginnend ab dem 24. April 2009 auf Blu-ray Disc und DVD veröffentlicht.

### Musik
Im Vorspann der Serie wurde der Titel RIDEBACK verwendet, der von MELL gesungen und von Kazuya Takase komponiert und arrangiert. Im Abspann war der Titel Kioku zu hören, der von Younha und Amadori gesungen und von Tablo komponiert wurde.

### Synchronisation
| Rolle             | Japanischer Sprecher (Seiyū) |
| ----------------- | ---------------------------- |
| Rin Ogata         | Nana Mizuki                  |
| Tamayo Kataoka    | Romi Park                    |
| Tenshirō Okakura  | Rikiya Koyama                |
| Suzuri Uchida     | Megumi Matsumoto             |
| Shōko Uemura      | Megumi Toyoguchi             |
| Haruki Hishida    | Yūji Ueda                    |
| Dōta Kawai        | Akio Suyama                  |
| Romanov Karenbach | Shin’ichirō Miki             |
| Misawo Yokoyama   | Risa Hayamizu                |
| Kiefer            | Toshiyuki Morikawa           |
| Ryūnosuke Kataoka | Hidenobu Kiuchi              |
| Megumi Yoda       | Sanae Kobayashi              |
| Nanpū Kataoka     | Hidekatsu Shibata            |
| Yūki Ogata        | Mie Sonozaki                 |